# Vương triều thứ Mười Bảy của Ai Cập
Vương triều thứ Mười Bảy của Ai Cập (Vương triều thứ 17) là một triều đại vua trong lịch sử Ai Cập cổ đại, bắt đầu từ năm 1580 đến năm 1550 trước Công nguyên.
Kinh đô của triều đại này được đặt tại thành phố Thebes và các vị pharaon thuộc vương triều này đã cai trị trong cùng thời đại với Vương triều thứ 18 do Người Hyksos đứng đầu, ngoài ra họ còn kế tục Vương triều thứ Mười Sáu đóng đô tại Thebes.
Vào năm 2012, trong khi đang tiến hành nghiên cứu tại một cánh cửa đá vôi của ngôi đền Amun-Ra ở Luxor, các nhà khảo cổ học người Pháp đã phát hiện ra những chữ tượng hình với tên của Senakhtenre, đó là bằng chứng đầu tiên về sự hiện diện của vị vua này trong lịch sử.
Hai vị vua cuối cùng của Vương triều thứ 17 đã đứng lên chống lại ách thống trị của người Hyksos trên toàn vùng đất Ai Cập và họ đã bắt đầu một cuộc chiến tranh chống lại các vị vua người Hyksos mà từ cuộc đấu tranh đó, cuối cùng đã mở ra một giai đoạn thống nhất mới được gọi là thời kỳ Tân Vương quốc.
Kamose II, con trai cả của vua Sequenenre Tao, là vị vua cuối cùng của Vương triều thứ 17, ông còn là anh trai của vua Ahmose I – vị vua đầu tiên của Vương triều thứ 18.

## Danh sách vua
Các vị vua cai trị trong suốt Vương triều thứ Mười Bảy được liệt kê trong bảng dưới đây.
| Pharaon            | Tên Ngai             | Vương triều (TCN)                     | Nơi chôn cất                                             | Vợ                                 |
| ------------------ | -------------------- | ------------------------------------- | -------------------------------------------------------- | ---------------------------------- |
| Rahotep            | Sekhemre-wahkhaw     | 1585 TCN                              | ?                                                        | ?                                  |
| Sobekemsaf I       | Sekhemre-wadjkhaw    | 7 năm                                 | ?                                                        | Nubemhat                           |
| Sobekemsaf II      | Sekhemre-shedtawy    | ?                                     | lăng mộ của ông bị cướp bóc dưới triều đại của Ramses IX | Nubkhaes                           |
| Intef I            | Sekhemre-wepmaat     | 1573 TCN - 1571 TCN ?                 | Dra' Abu el-Naga'                                        | ?                                  |
| Intef II           | Nubkheperre          | 1571 TCN - khoảng 1560 TCN            | Dra' Abu el-Naga'                                        | Sobekemsaf                         |
| Intef III          | Sekhemre-heruhermaat | ?                                     | ?                                                        | Haankhes ?                         |
| Senakhtenre Ahmose | Senakhtenre          | 1 năm                                 | ?                                                        | Tetisheri                          |
| Seqenenre Tao      | Tao II               | 1560, trong khoảng 4 năm              | ?                                                        | Ahmose-Inhapy Sitdjehuti Ahhotep I |
| Kamose             | Wadjkheperre         | 1555 đến 1550 TCN, trong khoảng 5 năm | ?                                                        | Ahhotep II                         |

Nebmaatre có thể là vị pharaon cuối cùng của Vương triều thứ 17.